# Tașlâc, Bolgrad
Tașlâc (în ucraineană Кам'янське, transliterat: Kameanske) este un sat în comuna Arciz din raionul Bolgrad, regiunea Odesa, Ucraina.

## Demografie
Componența lingvistică a comunei Tașlâc
     Ucraineană (44,8%)
     Rusă (29,46%)
     Română (23,04%)
     Bulgară (2,26%)
     Alte limbi (0,04%)
Conform recensământului din 2001, nu exista o limbă vorbită de majoritatea populației, aceasta fiind compusă din vorbitori de ucraineană (44,8%), rusă (29,46%), română (23,04%) și bulgară (2,26%).